# Carlos Eduardo Saulnier de Pierrelevée
Carlos Eduardo Saulnier de Pierre-Levée (São Luís do Maranhão, 3 de abril de 1839 - 1907) foi um militar brasileiro. Alcançou o posto de brigadeiro (atual General de Brigada).

## Biografia
Membro de tradicional família francesa, foi filho de Paulo Eulálio Francisco Saulnier de Pierrelevée e Maria Henriqueta Josefa Benisabodo Malagon. Era irmão mais novo do médico Afonso Saulnier de Pierrelevée.
O pai era médico, advogado, militar e revolucionário. Nascido em Paris a 9 de abril de 1788, formou-se em Medicina pela Faculdade Médica de Paris e em Ciências Naturais e Filosóficas pela Universidade de Leipzig, na Alemanha. Chegara ao Brasil em 1833, tendo visitado Mato Grosso e o Pará, onde se envolveu na Cabanagem, fixando-se definitivamente em São Luís do Maranhão. Foi membro da Academia Imperial de Medicina, da Sociedade Literária do Rio de Janeiro, da Sociedade Farmacêutica Lisboense e da Sociedade de Ciências Médicas de Lisboa. Exerceu ainda o comando de uma Divisão do Exército Peruano, de 1824 a 1829, tendo atuado em Lima, Arequipa e Cáucaso, e médico-chefe dos hospitais civis de Potosi, Chuquisaca e Santa Cruz, na Bolívia. A Sociedade de Medicina do Rio de Janeiro admitiu-o como sócio-correspondente em 1834, em função de uma memória sobre as febres então reinantes em Mato Grosso. Veio a falecer em São Luís Maranhão, em 1865. 
Carlos Eduardo sentou praça no Exército Brasileiro em 12 de fevereiro de 1861, aos 22 anos de idade. Formou-se no curso de Engenharia Militar e Civil - Regulamento de 1863 -, bacharel em Matemáticas e Ciências Físicas pela Faculdade de Paris, e Artilharia.
Ao longo de sua carreira recebeu as seguintes promoções:
- Alferes-Aluno: 29/07/1864
- 2º Tenente: 16/01/1864
- 1º Tenente: Comissionado: 14/12/1865; Efetivo: 22/01/1866
- Capitão: Comissionado: 04/09/1866; Efetivo: 01/06/1867
- Major: 05/07/1876 Antiguidade
- Tenente-Coronel: Graduado: 02/05/1885; Efetivo: 15/05/1886 com antiguidade de 08/11/1884,
- Coronel: 17/03/1890 e
- General-de Brigada: 09/03/1894 – Reformado.

Serviu nas seguintes guarnições:
- 5º Batalhão de Infantaria (adido);
- 5º Batalhão de Artilharia a Pé;
- 2º Corpo de Pontoneiros;
- 1º Batalhão de Artilharia a Pé;
- 4º Batalhão de Artilharia a Pé;
- Regimento Provisório de Artilharia a Cavalo;
- Arquivo Militar;
- Diretor de Obras Militares, onde orçou e projetou o Colégio Militar de Fortaleza (Ceará)
- Comandante da Guarnição do Ceará.

O General Saulnier esteve nas seguintes campanhas militares:
- Guerra do Uruguai – 09/01/1865 a 20/02/1865
- Guerra da Tríplice Aliança - 21/02/1865 - 12/03/1870

Como capitão, participou da conquista do Forte de Curuzú (2 de setembro de 1866). Participou ainda da batalha de Curupaiti em 22 de setembro de 1866.
Recebeu as seguintes medalhas:
- Medalha Geral da Campanha do Paraguay – 5 anos de Campanha[2]
- Medalha Comemorativa da Rendição de Uruguaiana[3]
- Medalha Comemorativa da Terminação da Guerra do Paraguai concedida pela Argentina.

Foi também agraciado cavaleiro da Imperial Ordem de São Bento de Avis.
Carlos Saulnier padeceu de fortes dores provocadas por um reumatismo articular crônico, que o conduziu à reserva em 1894. Segundo informações familiares, o militar tornou-se, pelos longos anos de batalha, um homem solitário, melancólico e que vivia em meio aos “fantasmas” da guerra. 
Em Fortaleza, isolou-se totalmente do convívio familiar, residindo, segundo consta, em uma casa de muros altos e escuros, onde se recusava a receber até mesmos companheiros de farda, dos tempos das campanhas militares.